# 日本原投石事件
日本原投石事件（にほんばらとうせきじけん）とは、1976年5月16日に陸上自衛隊の日本原演習場で発生した、自衛隊員と日本社会党が支援する反対派農民、反戦系・過激派学生が衝突した事件である。日本原投石合戦、日本原闘争ともいう。

## 概要
陸上自衛隊第13師団の第17普通科連隊と第46普通科連隊は、1976年5月17日午前8時から日本原演習場において81ミリ迫撃砲の射撃訓練を予定していた。
一方、地元では以前から日本原演習場が「強制収用」された土地であるとして、反対派農民や新左翼系学生、過激派労働者によって返還運動（演習場解放運動）が展開されており、反対派農民によって日本原対策実行委員会が組織されていた。
演習開始前の16日、地元の有線放送を通じて同日午後3時から演習場への立ち入りが禁止される旨の放送が自衛隊により行われた。しかし、これに対して「林の伐採状況が見たいので演習場に入れろ」という女性が現れ、「まもなく立ち入り禁止になるので入れられない」とする自衛隊側と押し問答となった。これを聞きつけた反対派農民や反戦系学生が車に分乗して、演習場西ゲート付近に集結し、警備を担当する第13特科連隊第5大隊と遭遇した。対峙が続く中で、抗議団から石が投げられ、隊員に負傷者が出るなど自衛隊側は大きく混乱した。混乱の中で自衛隊員の一部が抗議団から投げられた石を投げ返すことで反撃し、大きな騒擾へと発展した。

## 顛末
返還運動を支援していた日本社会党は事件の一報を受け、直ちに抗議を行った。社会党の寺田熊雄、秦豊、野田哲（いずれも参院議員）が17日午後には防衛庁を訪れ、「指揮官が一斉投石を命じた」とする抗議文を手渡した。なお、岡山県警による捜査では「指揮者の命令による一斉投石の事実はなく、石は支援の学生グループが先に投げたものを、隊員13人がとっさに投げ返したもの」と判断されている。また、自衛隊員と反対派双方が書類送検されたものの、いずれも不起訴処分となっている。
事件に対して、第13師団は「隊員はジュラルミン製の盾しか装備しておらず、そこへ竹槍攻撃や投石を仕掛けられたため緊急避難を行う必要があった」と、あくまで正当防衛であったと主張したものの、防衛庁の玉木硬官房長は「興奮して反射的にやったことだと思うが、こちらが自衛隊であることを考えると弁護できる話ではない」と話し、5月20日の参議院内閣委員会において坂田道太防衛庁長官が陳謝する事態となった。
後に、日本原演習場返還運動の中核的役割を果たした奥鉄男は事件と闘争について、「自衛隊とケンカするのは面白い」「まあ今後ともなんとか自衛隊を解体しよう、とゆう覚悟でおりますんで」と語っている。なお、日本原演習場は事件以降、闘争が頻発し「西の三里塚」と呼ばれる新左翼運動のシンボルとなり、現在においても 「日本原演習場解体」や「建国記念の日粉砕」などを訴える日本原現地闘争が実施されている。